# Xã Lake, Quận Phelps, Nebraska
Xã Lake (tiếng Anh: Lake Township) là một xã thuộc quận Phelps, tiểu bang Nebraska, Hoa Kỳ. Năm 2010, dân số của xã này là 132 người.